# Iva Jovic
Iva Jovic, née le 6 décembre 2007, à Torrance, est une joueuse de tennis américaine, professionnelle depuis 2024.

## Biographie
Iva Jovic est née d'un père serbe et d'une mère croate exerçant la profession de médecin.

## Carrière junior
Iva Jovic est demi-finaliste de l'Orange Bowl en 2022 et 2023, ainsi que vainqueure en double les deux années avec Tyra Caterina Grant. En 2023, elles s'imposent lors de la Billie Jean King Cup Junior contre la Tchéquie.
En 2024, elle est quart de finaliste du tournoi junior de Roland-Garros puis demi-finaliste à Wimbledon et l'US Open, devenant n°2 mondiale à l'issue du tournoi. 
Avec Tyra Caterina Grant, elle remporte en double filles l'Open d'Australie et Wimbledon, tout en s'inclinant en finale de Roland-Garros.

## Carrière professionnelle
En mars 2024, Iva Jovic est finaliste de l'ITF 25 000 $ de Spring. En mai, elle est quart de finaliste à Bonita Springs puis finaliste à Zephyrhills.
Vainqueure du Championnat des États-Unis des moins de 18 ans, elle est lauréate d'une invitation pour disputer l'US Open. Elle se fait connaître en éliminant au premier tour la 42e mondiale Magda Linette (6-4, 6-3) à l'âge de 16 ans puis s'incline contre Ekaterina Alexandrova (4-6, 6-4, 7-5). Par la suite, elle est titrée dans deux tournois ITF à Berkeley et Rancho Santa Fe, puis finaliste à Tyler.
Début 2025, elle reçoit une wild card pour l'Open d'Australie et passe le premier tour face à Nuria Párrizas Díaz (6-2, 6-1). En mars, elle est battue au second tour du tournoi WTA 1000 d'Indian Wells par Jasmine Paolini.

## Palmarès

### Titre en simple en WTA 125
| No | Date       | Nom et lieu du tournoi    | Catégorie | Dotation  | Surface      | Finaliste      | Score    |          |
| -- | ---------- | ------------------------- | --------- | --------- | ------------ | -------------- | -------- | -------- |
| 1  | 09-06-2025 | Lexus Ilkley Open, Ilkley | WTA 125   | 115 000 $ | Gazon (ext.) | Rebecca Marino | 6-1, 6-3 | Parcours |

## Parcours en Grand Chelem

### En simple dames
| Année | Open d'Australie | Open d'Australie | Internationaux de France | Internationaux de France | Wimbledon       | Wimbledon    | US Open        | US Open               |
| ----- | ---------------- | ---------------- | ------------------------ | ------------------------ | --------------- | ------------ | -------------- | --------------------- |
| 2024  | —                | —                | —                        | —                        | —               | —            | 2e tour (1/32) | Ekaterina Alexandrova |
| 2025  | 2e tour (1/32)   | Elena Rybakina   | 2e tour (1/32)           | Elena Rybakina           | 1er tour (1/64) | Suzan Lamens |                |                       |

N.B. : à droite du résultat se trouve le nom de l'ultime adversaire.

### En double dames
| Année | Open d'Australie | Open d'Australie | Internationaux de France | Internationaux de France | Wimbledon | Wimbledon | US Open                                                                              | US Open |
| ----- | ---------------- | ---------------- | ------------------------ | ------------------------ | --------- | --------- | ------------------------------------------------------------------------------------ | ------- |
| 2024  | —                | —                | —                        | —                        | —         | —         | 1er tour (1/32) T. Grant \|\| style="text-align:left;" \| A. Danilina I. Khromacheva |         |

N.B. : le nom de la partenaire se trouve sous le résultat ; les noms des ultimes adversaires se trouvent à droite.

### En double mixte
| Année | Open d'Australie | Open d'Australie | Internationaux de France | Internationaux de France | Wimbledon | Wimbledon | US Open                                                                         | US Open |
| ----- | ---------------- | ---------------- | ------------------------ | ------------------------ | --------- | --------- | ------------------------------------------------------------------------------- | ------- |
| 2024  | —                | —                | —                        | —                        | —         | —         | 2e tour (1/16) K. Bigun \|\| style="text-align:left;" \| M. Ebden B. Krejčíková |         |

N.B. : le nom du partenaire se trouve sous le résultat ; les noms des ultimes adversaires se trouvent à droite.

## Parcours en WTA 1000
Les tournois WTA « Premier Mandatory » et « Premier 5 » (entre 2009 et 2020) et WTA 1000 (à partir de 2021) constituent les catégories d'épreuves les plus prestigieuses, après les quatre levées du Grand Chelem. 

De 2009 à 2023, les tournois Premier Mandatory (dits tournois WTA 1000 obligatoires entre 2021 et 2023) regroupent Indian Wells, Miami, Madrid et Pékin, les autres constituant les tournois Premier 5 (tournois WTA 1000 non-obligatoires). À partir de 2024, le nombre de tournois WTA 1000 passe à 10 par saison (fin de l’alternance Doha / Dubaï), ces derniers devenant tous obligatoires et offrant tous 1000 points à la vainqueure (contre 900 points précédemment pour les tournois Premier 5).

### En simple dames
| Année |       |              |       |                           |      |        |            |       |                              |       |  |  |
| Doha  | Dubaï | Indian Wells | Miami | Madrid                    | Rome | Canada | Cincinnati | Pékin | Wuhan                        | Wuhan |  |  |
| Doha  | Dubaï | Indian Wells | Miami | Madrid                    | Rome | Canada | Cincinnati | Pékin | Wuhan                        | Wuhan |  |  |
| Doha  | Dubaï | Indian Wells | Miami | Madrid                    | Rome | Canada | Cincinnati | Pékin | Wuhan                        | Wuhan |  |  |
| 2025  |       |              |       | 2e tour (1/32) J. Paolini |      |        |            |       | 3e tour (1/16) B. Krejčíková |       |  |  |

Sous le résultat, l’ultime adversaire.
1. 1 2   Les tournois de Doha et Dubaï alternent le statut de tournoi WTA 1000 (ex Premier 5) entre 2009 et 2023 : les trois premières éditions ont lieu à Dubaï, les trois suivantes à Doha, puis Dubaï accueille le tournoi de cette catégorie les années impaires et Dubaï les années paires. De 2011 à 2023, la ville qui n’accueille pas de WTA 1000 organise à la place un tournoi WTA 500 (ex Premier).
2. 1 2 3 4 5 6   L’ordre de déroulement des tournois a évolué depuis 2009 : Rome se dispute avant Madrid et Cincinnati avant Montréal/Toronto jusqu’en 2010, tandis que Tokyo (2009-2013)-Wuhan (2014-2019, 2024-)-Guadalajara (2022-2023) ont lieu avant Pékin jusqu’en 2023.

## Parcours en Grand Chelem junior

### Simples filles
| Année | Open d'Australie | Open d'Australie    | Internationaux de France | Internationaux de France | Wimbledon  | Wimbledon     | US Open         | US Open            |
| ----- | ---------------- | ------------------- | ------------------------ | ------------------------ | ---------- | ------------- | --------------- | ------------------ |
| 2022  | —                | —                   | —                        | —                        | —          | —             | 1/8 de finale   | Victoria Mboko     |
| 2023  | —                | —                   | —                        | —                        | —          | —             | 1er tour (1/32) | Aya El Aouni       |
| 2024  | 1er tour (1/32)  | Vendula Valdmannová | 1/4 de finale            | Laura Samson             | 1/2 finale | Emerson Jones | 1/2 finale      | Mika Stojsavljevic |

N.B. : à droite du résultat se trouve le nom de l'ultime adversaire.

### Double filles
| Année | Open d'Australie     | Open d'Australie       | Internationaux de France | Internationaux de France   | Wimbledon            | Wimbledon              | US Open                                                                          | US Open |
| ----- | -------------------- | ---------------------- | ------------------------ | -------------------------- | -------------------- | ---------------------- | -------------------------------------------------------------------------------- | ------- |
| 2022  | —                    | —                      | —                        | —                          | —                    | —                      | 1er tour (1/16) S. Lam \|\| style="text-align:left;" \| M. Andreeva E. Eala      |         |
| 2023  | —                    | —                      | —                        | —                          | —                    | —                      | 1er tour (1/16) T.C. Grant \|\| style="text-align:left;" \| T. Kostović G. Nahum |         |
| 2024  | Victoire T. C. Grant | J. Paštiková J. Stusek | Finale T. C. Grant       | R. Jamrichová T. Valentová | Victoire T. C. Grant | M. Stojsavljevic M. Xu | —                                                                                | —       |

N.B. : le nom de la partenaire se trouve sous le résultat ; les noms des ultimes adversaires se trouvent à droite.

## Classements WTA en fin de saison
| Année          | 2023 | 2024 |
| Rang en simple | 647  | 206  |
| Rang en double | –    | 759  |

Source : (en) Classements de Iva Jovic sur le site officiel de la Fédération internationale de tennis